# 金順 (明朝)
金順（？—1433年），本名阿魯哥失里，瓦剌人，明朝軍事將領。順義伯。

## 生平
永樂七年（1409年），阿魯哥失里歸降明朝，授大寧都指揮僉事。次年，跟從明成祖北征，接連擊敗本雅失里、阿魯台，在静虏镇获胜，升都指挥同知。洪熙元年（1425年），累進左军都督僉事。宣德三年（1428年），跟從明宣宗巡北邊，有所斬獲。宣德四年（1429年）封順義伯，岁祿八百石。死後其子金忠嗣職，為指揮僉事。